# Acacia ruddiae
Acacia ruddiae é uma espécie de leguminosa do gênero Acacia, pertencente à família Fabaceae.